# Williams FW45
De Williams FW45 is een Formule 1-auto die gebruikt wordt door het Formule 1-team van Williams in het seizoen 2023. De auto is de opvolger van de Williams FW44. De FW45 rijdt met een motor van Mercedes en werd online onthuld op 6 februari 2023.
De FW45 wordt bestuurd door rookie Logan Sargeant en Alexander Albon in zijn tweede seizoen voor het team.

## Resultaten
| Kleur  | Resultaat                       |
| ------ | ------------------------------- |
| Goud   | Winnaar                         |
| Zilver | Tweede plaats                   |
| Brons  | Derde plaats                    |
| Groen  | Gefinisht (punten behaald)      |
| Blauw  | Gefinisht (geen punten behaald) |
| Blauw  | Niet geklasseerd (NC)           |
| Paars  | Uitgevallen (DNF)               |
| Rood   | Niet gekwalificeerd (DNQ)       |

| Kleur   | Resultaat                              |
| ------- | -------------------------------------- |
| Zwart   | Gediskwalificeerd (DSQ)                |
| Wit     | Niet gestart (DNS)                     |
| Blanco  | Gewond (INJ)                           |
| Blanco  | Uitgesloten (EX)                       |
| Blanco  | Teruggetrokken (WD) / Niet deelgenomen |
| 1, 2, 3 | Sprint positie (punten behaald)        |
| P       | Poleposition                           |
| S       | Snelste ronde                          |

| Jaar | Chassis en banden | Motor                             | Coureurs        | 1   | 2   | 3   | 4   | 5   | 6   | 7   | 8   | 9   | 10  | 11  | 12  | 13  | 14  | 15  | 16  | 17  | 18  | 19  | 20  | 21  | 22  | Punten | WK-plaats |
| ---- | ----------------- | --------------------------------- | --------------- | --- | --- | --- | --- | --- | --- | --- | --- | --- | --- | --- | --- | --- | --- | --- | --- | --- | --- | --- | --- | --- | --- | ------ | --------- |
| 2023 | FW45 P            | Mercedes-AMG F1 M14 E Performance |                 | BHR | SAR | AUS | AZE | MIA | MON | SPA | CAN | OOS | GBR | HON | BEL | NED | ITA | SIN | JPN | QAT | VST | MXS | SAP | LSV | ABU | 28     | 7         |
| 2023 | FW45 P            | Mercedes-AMG F1 M14 E Performance | Logan Sargeant  | 12  | 16  | 16† | 16  | 20  | 18  | 20  | DNF | 13  | 11  | 18† | 17  | DNF | 13  | 14  | DNF | DNF | 10  | 16† | 11  | 16  | 16  | 28     | 7         |
| 2023 | FW45 P            | Mercedes-AMG F1 M14 E Performance | Alexander Albon | 10  | DNF | DNF | 12  | 14  | 14  | 16  | 7   | 11  | 8   | 11  | 14  | 8   | 7   | 11  | DNF | 713 | 9   | 9   | DNF | 12  | 14  | 28     | 7         |

- † Uitgevallen maar wel geklasseerd omdat er meer dan 90% van de raceafstand werd afgelegd.